# Niżnij Rystiug
Niżnij Rystiug (ros. Нижний Рыстюг) – wieś w Rosji, w rejonie nikolskim obwodu wołogodzkiego. W 2010 r. liczyła 24 mieszkańców.